# Saqueo de libros y documentos en Lima (1881)

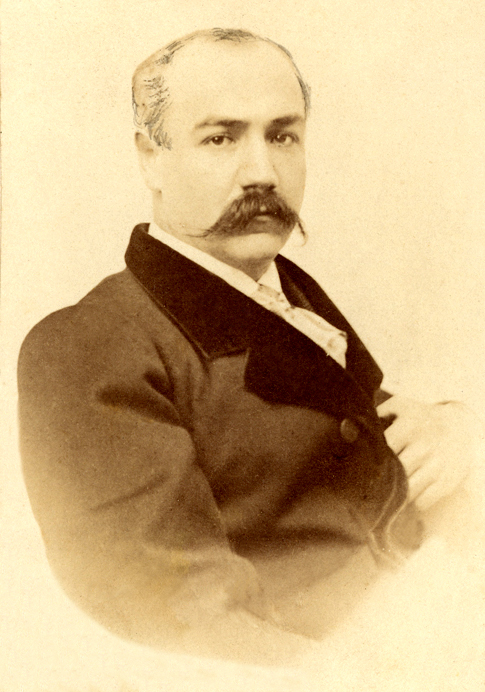
Benjamín Vicuña Mackenna (1831-1886). Político e historiador chileno.

Entre febrero y junio de 1881, las autoridades del ejército chileno que ocupaba Lima, la capital del Perú, ordenaron y ejecutaron el saqueo de miles de libros y documentos que formaban parte de los fondos de diversos establecimientos públicos de dicha ciudad, como el Palacio de Gobierno, la Biblioteca Nacional y la Universidad Mayor de San Marcos. El expolio de estos objetos culturales se realizó bajo la premisa de que los bienes del Estado peruano eran considerados propiedad de su par chileno. Asimismo, hubo ciudadanos chilenos (como Benjamín Vicuña Mackenna) que tuvieron una red de agentes que les proveían de libros y documentos extraídos del Perú.

## Contexto
El saqueo de libros y documentos que pertenecían a establecimientos públicos ubicados en Lima es uno de los episodios más discutidos y controvertidos de la guerra del Pacífico (1879-1883), que enfrentó a Chile contra el Perú y Bolivia. Este conflicto bélico tuvo como trasfondo la posesión de los ricos yacimientos de salitre que estaban ubicados en la provincia peruana de Tarapacá y la provincia boliviana de Antofagasta. En aquel entonces, el salitre tenía un gran valor económico, pues este mineral era usado por los agricultores europeos como fertilizante de los campos. Por esta razón, la guerra del Pacífico también es conocida como la Guerra del Salitre. Entre febrero y marzo de 1879, luego de disputas limítrofes entre Chile y Bolivia, y de la estatización, por parte del segundo país, de una compañía chilena que explotaba salitre en Antofagasta, el ejército chileno ocupó toda la extensión de dicha provincia. El Perú intentó mediar entre Chile y Bolivia, pero esta gestión no rindió frutos. Más bien, el Perú se vio arrastrado a la guerra en virtud de un tratado de alianza militar firmado con Bolivia en 1873.
Ahora bien, desde la perspectiva peruana, la guerra puede dividirse en tres grandes fases. La primera fase es conocida como la campaña marítima, y se extendió desde el 5 de abril de 1879, fecha de la declaración de guerra al Perú por parte de Chile, hasta el 8 de octubre de ese año, cuando la escuadra chilena capturó al monitor peruano Huáscar y dio muerte a su capitán, Miguel Grau, quien durante meses había creado problemas a la marina chilena. La segunda fase se inició en noviembre de 1879, cuando Chile inició la invasión de la provincia peruana de Tarapacá, y culminó con la ocupación de Lima por parte de tropas chilenas, el 17 de enero de 1881. La tercera y última fase se conoce como campaña de la Resistencia o de la Breña, que tuvo como teatro de operaciones la zona andina del Perú y se extendió desde enero de 1881 hasta el 10 de julio de 1883, cuando el general peruano Andrés Avelino Cáceres fue derrotado en la batalla de Huamachuco. Meses después, el 20 de octubre de 1883, se firmó el Tratado de Paz, conocido también como Tratado de Ancón, entre Perú y Chile. Perú cedió perpetuamente a Chile la provincia de Tarapacá, mientras que las provincias de Tacna y Arica quedarían en poder de Chile durante diez años, al término de los cuales un plebiscito decidiría si continuarían en poder de Chile o volverían a Perú. (Este último asunto recién se resolvió el 3 de junio de 1929, cuando, en virtud del Tratado de Lima, se determinó que Arica pasaba perpetuamente a soberanía de Chile, mientras Tacna retornaba a soberanía peruana). Las tropas chilenas abandonaron todo el territorio peruano en 1884.

## La Biblioteca Nacional

### Situación de la biblioteca antes de la guerra

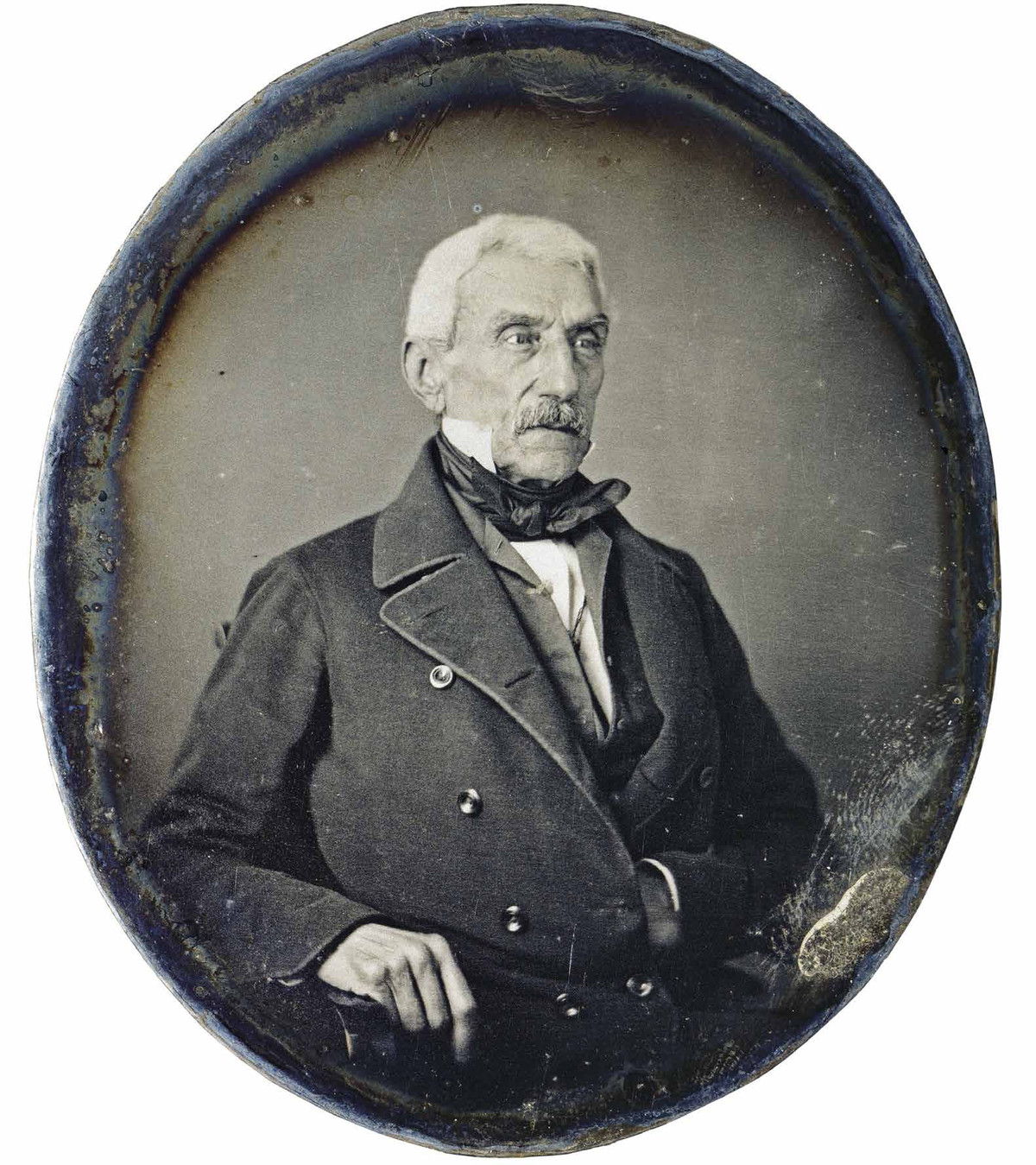
José de San Martín. Estableció la Biblioteca Nacional del Perú en 1821.

Antes de que se iniciara la guerra del Pacífico, la Biblioteca Nacional del Perú era quizás la más importante de las bibliotecas en América del Sur. Su sede era el supreso colegio jesuita de San Pablo, y sus fondos no solo provenían de esta institución, sino de otras, como la Universidad de San Marcos, y de donativos o compras de colecciones de diversas personas. Por ejemplo, el libertador José de San Martín, Bernardo de Monteagudo, Hipólito Unanue y José Joaquín de Olmedo donaron sus colecciones de libros a la biblioteca. Además, el Estado adquirió, en 1840, la colección de Miguel Fuentes Pacheco; en 1859, la de la testamentaría de Joaquín Paredes; y en 1863, la del heredero de Manuel Pérez de Tudela. En 1871, la Biblioteca Nacional custodiaba casi 35 000 libros y cerca de cuatrocientos manuscritos. En 1880, albergaba 56 127 volúmenes (entre los cuales había alrededor de doscientos incunables) y ochocientos manuscritos.

### El saqueo

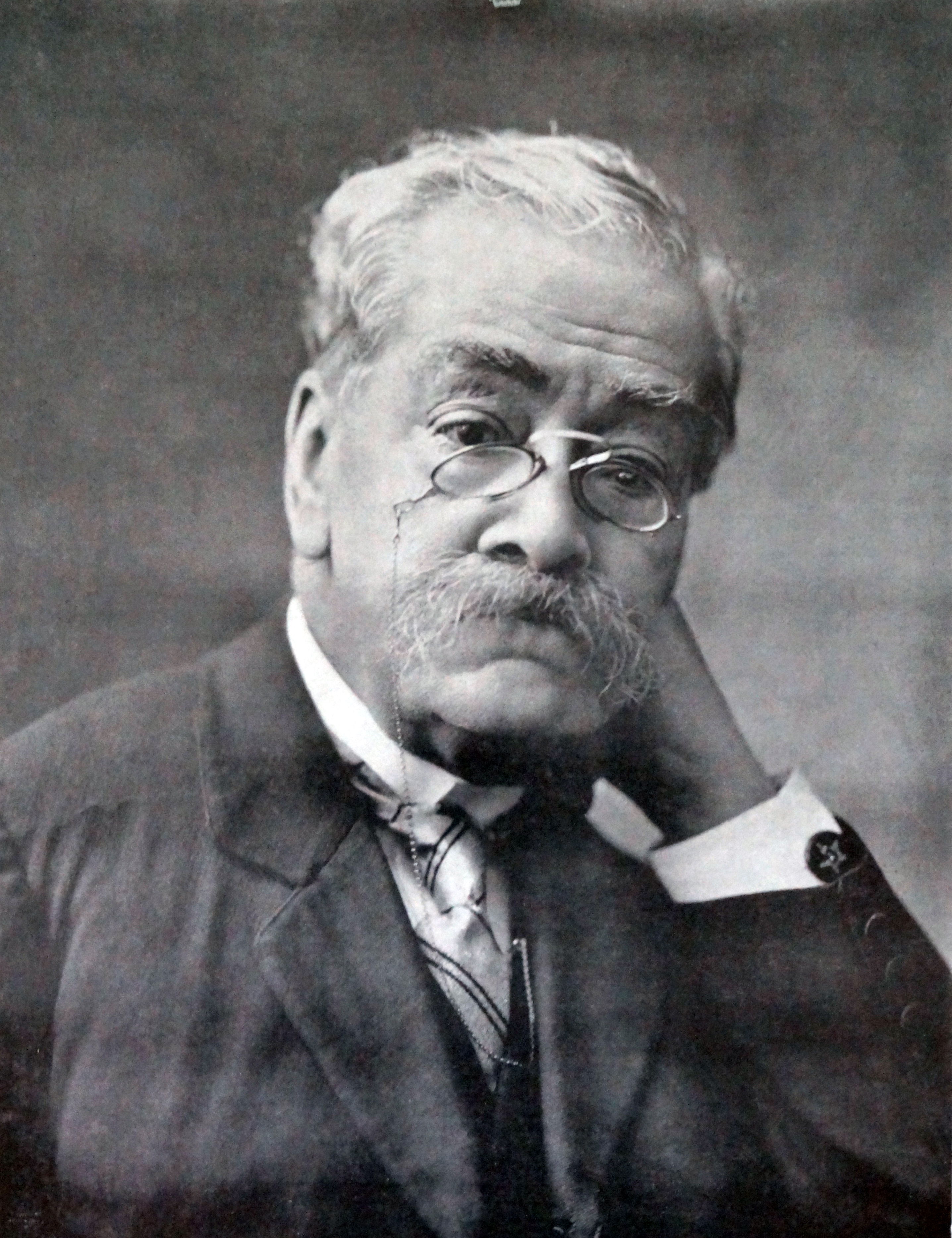
Ricardo Palma. Escritor peruano y director de la Biblioteca Nacional del Perú después de la guerra del Pacífico.

El saqueo de los fondos de la Biblioteca Nacional fue realizado en distintos momentos. Los primeros en ordenar la sustracción de libros fueron varios capellanes del ejército chileno, lo que no debe sorprender, pues la biblioteca albergaba muchas obras religiosas que estaban escritas en latín. Posteriormente, el 26 de febrero de 1881, Pedro Lagos, la máxima autoridad del ejército de ocupación, extrajo una importante cantidad de libros que previamente él, acompañado de sus edecanes y de ciudadanos chilenos, había seleccionado. El 28 de junio de ese año, el militar chileno Patricio Lynch tomó posesión del inmueble de la biblioteca, con lo que continuó el despojo. Ernst Middendorf, viajero alemán que se encontraba en Lima en el momento de la ocupación chilena, logró entrar en la biblioteca y observó no solo estantes vacíos, sino también libros destrozados desparramados en el suelo. En efecto, los libros que no fueron trasladados a Chile sufrieron mutilaciones o fueron vendidos a comerciantes de Lima, quienes arrancaban sus hojas para envolver con ellas los productos que comercializaban. El escritor Ricardo Palma, quien luego de la guerra sería designado director de la Biblioteca Nacional, logró rescatar libros y manuscritos pertenecientes a dicha institución de manos de particulares, entre los cuales estaban comerciantes de la ciudad.

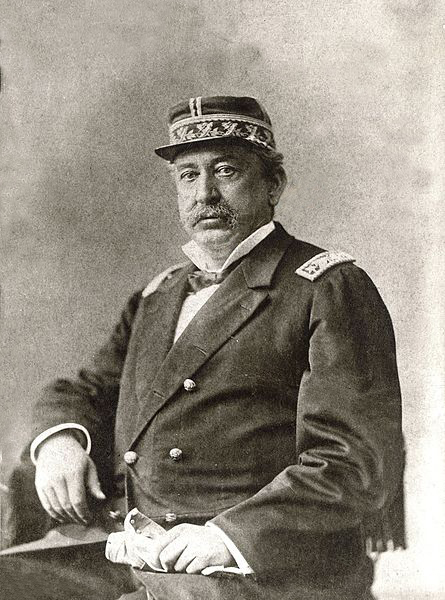
Pedro Lagos. Jefe del ejército que ocupó Lima en la Guerra del Pacífico.

Muchos de los libros sustraídos en Lima fueron dirigidos a la Universidad de Chile. Allí, el ciudadano polaco Ignacio Domeyko, rector de dicha institución, y Luis Zegers, ayudante de aquel, se dedicaron a clasificar los más de diez mil volúmenes, entre libros de todos los tamaños y folletos, que recibieron. Los textos fueron agrupados por Domeyko y Zegers en cuatro categorías: 1) Historia, Literatura y Estadística; 2) Ciencias Físicas, Matemáticas, Historia Natural y Medicina; 3) Jurisprudencia; y 4) Teología y Ciencias Sagradas. Luego de ello, una parte de los textos se quedó en la Universidad de Chile y el resto fue distribuido entre diversos establecimientos del Estado y de la Iglesia. Años después de terminada la guerra del Pacífico, Domeyko publicó su libro de memorias, que apareció bajo el título de Mis viajes. En esta obra, Domeyko lamentó que el entonces ministro de Instrucción Pública del gobierno chileno, Manuel García de la Huerta, le hubiese encomendado la tarea de clasificar libros y diversos objetos provenientes de Lima, ya que esta acción le recordaba el saqueo que tropas rusas habían cometido en la Universidad de Vilna. Según Domeyko, él decidió publicar un inventario de dichos objetos en el Diario Oficial de Chile "para que se viera el poco provecho que aportó al país [Chile] ese robo y cuánto contribuirá para excitar animosidades entre dos naciones hermanas".

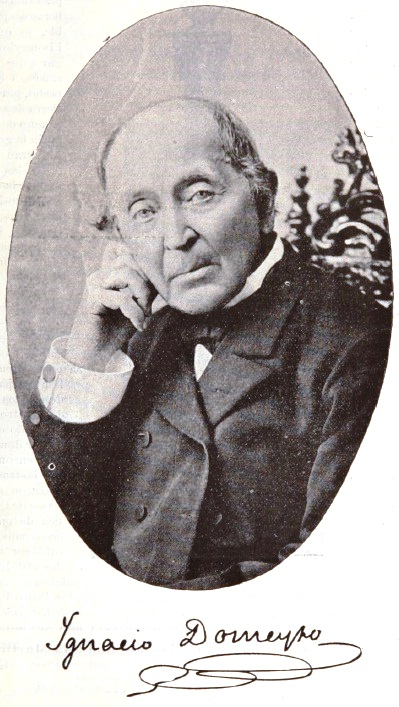
Ignacio Domeyko. Rector de la Universidad de Chile durante la Guerra del Pacífico.

### La devolución de 2007
El 23 de abril de 2006, el periodista chileno Marcelo Mendoza publicó en Diario Siete de Santiago de Chile un reportaje acerca de la lista de objetos enviados por el ejército chileno desde Lima en 1881 que preparó Ignacio Domeyko. La aparición de este reportaje hizo que varios políticos chilenos reconocieran la existencia en su país de libros enviados desde Lima durante la guerra del Pacífico y abogaran por su restitución al Perú. Más de un año después, el 6 de noviembre de 2007 tanto el gobierno de Chile como la Biblioteca Nacional de este país devolvieron un total de 3788 libros que habían pertenecido a la Biblioteca Nacional del Perú. Este hecho, sin embargo, originó una nueva polémica, pues mientras en Chile se señaló que no había nada más que devolverle al Perú, en este último país se indicó que la devolución había sido parcial y que en Chile quedaban más libros que habían pertenecido al Perú. La lista de libros devueltos en 2007 fue publicada ese mismo año por la Biblioteca Nacional del Perú en un libro titulado Después de 126 años volvieron.

### Otras bibliotecas saqueadas
La Biblioteca Nacional no fue la única en sufrir el pillaje de las tropas chilenas. Por ejemplo, la Escuela de Ingenieros (hoy Universidad Nacional de Ingeniería) también fue saqueada por las fuerzas de la ocupación. La sede de esta institución fue convertida en el cuartel del regimiento Santiago, a cargo del coronel Deomofilo Fuenzalida. Este último fue el responsable de trasladar a Chile no solo instrumentos científicos que halló en la Escuela de Ingenieros, sino también gran parte de las 1200 obras que custodiaba dicha institución. El director de la Escuela, el ingeniero polaco Eduardo de Habich, logró que Fuenzalida devolviera algunos pocos libros y documentos de la institución. También fueron objeto de saqueo las bibliotecas de la Escuela de Medicina y del Museo de Historia Natural, instituciones ambas vinculadas a la Universidad de San Marcos, como también las bibliotecas de conventos de la capital peruana, pero hay poca información sobre estos últimos pillajes.

## Los archivos históricos y administrativos

### El Archivo Nacional
El Archivo Nacional del Perú (hoy Archivo General de la Nación) funcionaba en el local de la Biblioteca Nacional. Los fondos que dieron origen al Archivo provenían de instituciones del Perú virreinal, como la Secretaría del Virreinato, el Tribunal de Cuentas y la Real Junta de Temporalidades. En 1878, el Archivo Nacional poseía más de 25 000 documentos, que se clasificaban en los ramos de Temporalidades, Inquisición, Censos, Tabacos y Audiencia de Lima. Además, el Archivo contaba con un índice, compuesto por cinco tomos. De acuerdo con Ricardo Palma, el 24 de febrero de 1881 se inició el saqueo de las oficinas y establecimientos públicos; el Archivo Nacional no se salvó del pillaje. En 1885, Palma logró que el gobierno chileno devolviera diez cajones con documentos de la Inquisición peruana. No obstante, el resto de documentos sobre el Tribunal del Santo Oficio que funcionó en Lima permanece hasta el día de hoy en el Archivo Nacional de Chile.

### Los documentos del Palacio de Gobierno

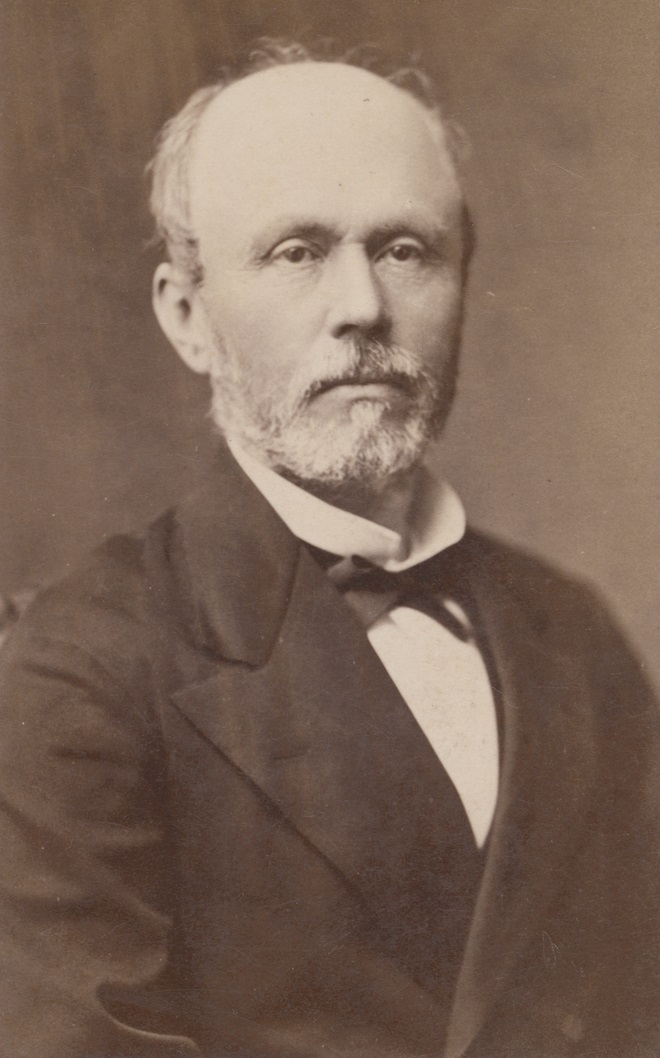
Aníbal Pinto. Presidente de Chile entre 1876 y 1881.

El 20 de enero de 1881, tres días después de la ocupación de Lima, Eulogio Altamirano, secretario general del ejército chileno, le escribió una carta a Aníbal Pinto, presidente de su país. En ella, Altamirano, quien se encontraba en el Palacio de Gobierno del Perú, señaló que las autoridades chilenas "despachamos en todos los ministerios y que todos los archivos están en nuestro poder. Podríamos mandarlos íntegros si ustedes lo desearan". El 19 de febrero de ese mismo año, Narciso Castañeda, capitán del batallón chileno Victoria, le remitió una nota al historiador y político Benjamín Vicuña Mackenna, también chileno,  en la cual le indicaba que había sacado del Palacio de Gobierno de Lima importantes documentos de valor histórico y le prometía al historiador extraer más, pues la cantidad de documentos era enorme. Entre los documentos obtenidos por Castañeda se encuentra muy probablemente la correspondencia de militares que gobernaron el Perú en sus primeras décadas de vida independiente, como Ramón Castilla, Agustín Gamarra, Domingo Nieto, Luis José de Orbegoso y Andrés de Santa Cruz, además de correspondencia de civiles y militares de menor jerarquía que tuvieron contacto sobre todo con Domingo Nieto. Castañeda formaba parte de una red de informantes y proveedores de libros y documentos que Vicuña Mackenna había tejido en el territorio peruano. Los textos que le fueron enviados estaban relacionados principalmente con la guerra del Pacífico, aunque también se hizo con fuentes relevantes para el estudio de otras etapas de la historia del Perú. Los originales de los documentos remitidos a Vicuña Mackenna se encuentran en la actualidad en el Archivo Nacional de Chile, pues esta institución los compró a la viuda del historiador. Por otra parte, en el Palacio de Gobierno de Lima no solo se encontraban las oficinas del Ejecutivo peruano, sino también las de diversos ministerios, entre ellos el de Relaciones Exteriores. Las autoridades chilenas sustrajeron documentos relacionados con la guerra del Pacífico y los tratados suscritos por el Perú con los países vecinos.

### El archivo de la Universidad de San Marcos
La Universidad de San Marcos, la más antigua de América, albergaba en su establecimiento libros de matrícula, de grados, de claustro, de cédulas y provisiones, así como expedientes administrativos que se remontaban a su fundación en el siglo XVI. En 1881, las tropas chilenas convirtieron el local de la universidad en una caballeriza y procedieron a su saqueo. Los documentos fueron extraídos en bultos, los que llevaban el rótulo "P. L. Valparaíso". "P" y "L" eran las iniciales de Pedro Lagos, la máxima autoridad del ejército chileno de ocupación. Como ocurrió con documentos y libros de otros establecimientos, los papeles de la universidad que no fueron transportados a Chile se vendieron al peso a diversos comerciantes de Lima.

### La devolución de 2007 y los retornos simbólicos de 2010 y 2015
El 13 de diciembre de 2007, el gobierno chileno decretó la devolución de documentos que procedían del Perú, sobre todo de Lima, y que eran custodiados por el Archivo Nacional de Chile. El decreto se aplicó sobre 109 volúmenes de manuscritos, provenientes de los siguientes ramos del Archivo Nacional de Chile: Ministerio de Relaciones Exteriores (41 volúmenes), Ministerio de Hacienda (12), Ejército (24) y Fondo Varios (32). Tres años más tarde, el Fondo Editorial del Congreso del Perú y el Instituto Riva-Agüero (de la Pontificia Universidad Católica del Perú) publicaron la obra Soldados de la República. Guerra, correspondencia y memoria en el Perú (1830-1844), que recoge la correspondencia de militares que gobernaron el Perú, como Castilla, Gamarra, Nieto, Orbegoso y Santa Cruz. Y en el 2015, el Ministerio de Cultura (del Perú) publicó una versión ampliada de la correspondencia de Nieto en La guerra maldita. Domingo Nieto y su correspondencia (1834-1844). Ambas obras recopilan documentos cuyos versiones originales todavía se encuentran en el Archivo Nacional de Chile, por lo que en los dos casos se puede hablar de un retorno simbólico al Perú de dichos documentos. 

## Análisis histórico del saqueo
El saqueo de libros y documentos de Lima en 1881 ha sido interpretado como una reafirmación simbólica del poder del ejército chileno. Además, "la apropiación de la cultura del vencido busca privarlo de sus medios de instrucción y, por consiguiente, de la posibilidad de su recuperación cultural. Se trata de una nueva humillación, complementaria de la ya alcanzada por medio de las armas, y de la usurpación de su memoria histórica". En el caso específico del robo de documentos del Ministerio de Relaciones Exteriores peruano, el interés de las autoridades e intelectuales chilenos habría sido contar con las fuentes documentales suficientes para justificar la guerra contra el Perú. Por ejemplo, entre 1884 y 1891 se publicaron en Valparaíso (Chile) los seis volúmenes de la obra denominada Guerra del Pacífico. Recopilación completa de todos los documentos oficiales, correspondencias y demás publicaciones referentes a la guerra que ha dado a luz la prensa de Chile, Perú y Bolivia, conteniendo documentos inéditos de importancia, cuyo autor fue el historiador chileno Pascual Ahumada Moreno, quien utilizó expresamente documentos sustraídos del Ministerio de Relaciones Exteriores del Perú.
Con respecto a Benjamín Vicuña Mackenna, su interés en hacerse de libros y documentos históricos peruanos se debió a tres razones fundamentales. La primera era escribir una historia de la guerra del Pacífico que se basara no solo en fuentes chilenas, sino también en fuentes peruanas y bolivianas. Al tener a la mano el punto de vista de las naciones vencidas, podía redactar una historia que se acercara a lo que en verdad había ocurrido entre 1879 y 1884. La segunda razón era competir con el Estado chileno (y en concreto, con el presidente Aníbal Pinto, quien era su rival político) en la obtención de información de primera mano sobre el conflicto bélico, lo que era valioso para la consolidación de su imagen entre sus simpatizantes. Y la tercera razón era la distinción que estableció Vicuña Mackenna (común en la élite chilena, de la que formaba parte) entre los "bárbaros" Perú y Bolivia, y el "moral y civilizado" Chile. La atribución a Chile de dichas características le daba autoridad a este país para apropiarse no solo de territorios de sus enemigos, sino también de sus bienes culturales, como libros y documentos.